# Мельникова, Татьяна Владимировна
Татьяна Владимировна Мельникова (урожд. Дроздова) (род. 6 апреля 1969 года) — советская пловчиха в ластах.

## Карьера
Рекордсмен мира.
Победитель Всемирных игр 1989 г. в четырёх дисциплинах.
Двукратный серебряный призёр чемпионата мира 1990 года.
Двукратный чемпион Европы 1987, 1989 гг.
Чемпион СССР 1985, 1987, 1988, 1989, 1990 гг.
Выпускница юридического факультета ТГУ.